# 約迪·薩瓦爾
約迪·薩瓦爾與貝爾納代（Jordi Savall i Bernadet，加泰隆尼亞語：[ˈʒɔɾði sɐˈβaʎ i βɐɾnɐˈðɛt]；1941年8月1日—）是西班牙指挥家、作曲家和小提琴演奏家。自七〇年代以来西方早期音乐领域的主要人物之一，對於維奧爾琴等系列乐器（尤其是viola da gamba）在当代表演和录音的推广居功厥偉。作为早期音乐的历史学家，薩瓦爾的曲目涵盖了从中世纪、文艺复兴和巴洛克到古典和浪漫时期的一切。此外他的作品中還融入了非西方音乐传统的元素，包括非洲本土音乐。

## 生平歷略
6岁开始在家乡伊瓜拉达的学校合唱团接受音乐训练，至1955年止。1959年入巴塞罗那音乐学院，1965年毕业后繼續专攻早期音乐，在Enric Gispert的指导下与Ars Musicae de Barcelona合作，另外在瑞士巴塞尔的Schola Cantorum Basiliensis与August Wenzinger一起学习（1968年–1970年) 。1974年薩瓦爾接替Wenzinger在Schola Cantorum Basiliensis的教授職，做viola da gamba教學。

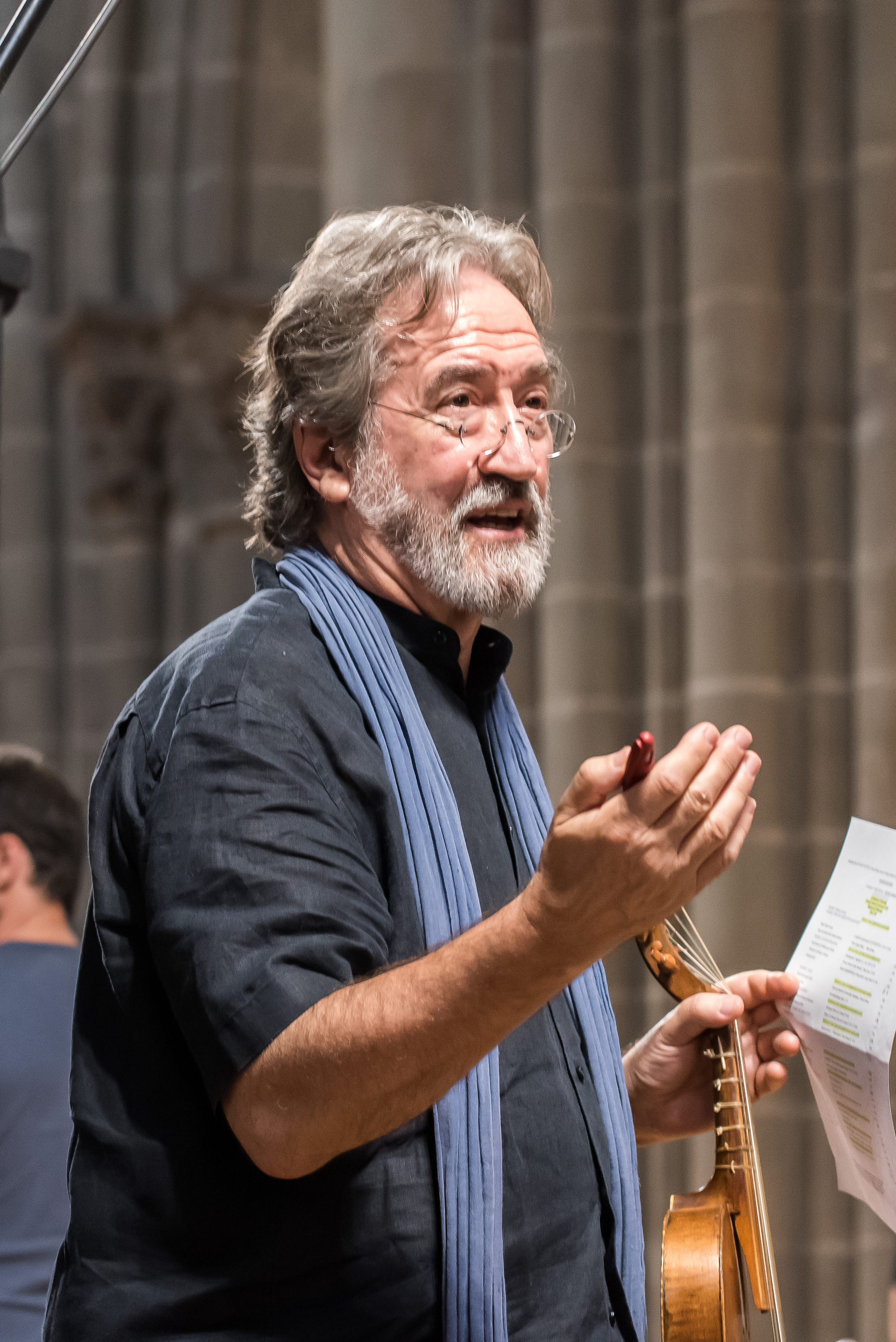
排练中的薩瓦爾，攝於日内瓦大教堂，2015年6月

1974年，薩瓦爾与其妻、女高音蒙特塞拉特·菲格拉斯，以及洛伦佐·阿尔珀特、霍普金森·史密斯等人共组赫斯佩里翁20世紀古樂團（Hespèrion XX，他們自2000年更名為Hespèrion XXI，即21世紀之意）。 赫斯佩里翁樂團以其巨大的音乐活力，以及最大准确性的历史诠释风格而為人所知。
1987年，他回到巴塞罗那创立了La Capella Reial de Catalunya，該團體致力于推廣18世纪之前的声乐作品。
1989年，薩瓦爾创立了國家古樂合奏團，這支團體的核心曲目一般是巴洛克时期作品，但也間或演奏古典甚至浪漫主义的音乐。
近年薩瓦爾經常与家人一起演出，包括妻兒等人。女兒阿里安娜（Arianna）像母親一样能弹奏竖琴，同時是一名歌者；兒子費朗（Ferran）演奏低音琵琶，也是一名歌者。
值得一提的是，萨瓦尔在他的作品中融入了非西方的音乐传统，包括非洲本土音乐等元素。

## 唱片節選
薩瓦爾為Alia Vox發行諸多唱片，以下節錄部分作品：
- 1999年：让-巴蒂斯特·吕利作品，AVSA9807
- 2001年：约翰·塞巴斯蒂安·巴赫作品，AV9817
- 2001年：约翰·塞巴斯蒂安·巴赫《音乐的奉献》，AVSA9818
- 2001年：约翰·塞巴斯蒂安·巴赫《賦格的藝術》，AV9819
- 2006年：莫扎特《一首夜晚小曲》等作品，AVSA9846
- 2011年：莫扎特安魂曲，AVSA9880
- 2015年：克劳迪奥·蒙特威尔第《奧菲歐》，AVSA9911
- 2016年：贝多芬《英雄》交響曲，AVSA9916
- 2019年：莫扎特最後三首交響曲等作品，AVSA9934
- 2019年：韓德爾《彌賽亞》，AVSA9936
- 2020年：貝多芬第1號至第5號交響曲，AVSA9937
- 2021年：海頓《創世紀》，AVSA9945

## 獲獎與榮譽
- 2000年：加泰罗尼亚Premi d'Honor Lluís Carulla（加泰罗尼亚语）
- 2006年：巴塞罗那大学荣誉博士
- 2008年：欧盟跨文化对话大使
- 2008年：联合国教科文组织“和平艺术家”（與妻子蒙特塞拉特菲格拉斯一同獲獎）[3]
- 2009年：德国哈勒市亨德尔奖
- 2009年：加泰罗尼亚国家音乐和艺术委员会国家音乐奖
- 2010年：下萨克森省音乐节
- 2010年：MIDEM 古典音乐奖
- 2011年：格莱美奖最佳小型合奏表演
- 2012年：Léonie Sonning 音乐奖[4]
- 2013年：法國榮譽軍團勳章[5]
- 2013年：巴塞尔大学荣誉博士学位
- 2014年：加泰罗尼亚Generalitat金奖
- 2016年：乌得勒支大学荣誉博士学位
- 2022年：皇家爱乐协会荣誉会员